# Johnny Sax
Johnny Sax, pseudonimo di Gianni Bedori (Mantova, 25 novembre 1930 – Fizzonasco, 21 gennaio 2005), è stato un sassofonista e compositore italiano.

## Biografia
Diplomatosi in clarinetto al Conservatorio di Bologna, negli anni cinquanta sceglie Milano come città di adozione. Dopo aver suonato per alcuni anni in orchestre da ballo (come quella di Riccardo Rauchi, dal 1959 al 1961) inizia l'attività jazzistica nel 1963, collaborando con il contrabbassista Giorgio Buratti alla realizzazione dell'album Jazz Forms For Export. Dopo diverse collaborazioni live con Augusto Martelli e Pino Presti (con i quali si ritroverà negli anni seguenti in molte sedute di registrazione) e con il pianista Santi Latora, nel 1966 è chiamato da Giorgio Gaslini per la registrazione del Long playing Nuovi Sentimenti. (Con Gaslini inciderà negli anni quindici LP). Nel 1969 inizia la sua attività da solista alla PDU, la casa discografica di Mina, pubblicando il Long playing dal titolo Johnny Sax incontro con Bob Mitchell. Per la PDU incide diversi Long playing e singoli sino al 1973, anno in cui passa alla Produttori Associati. Per questa casa discografica inciderà sette Long playing e molti singoli partecipando al Disco per l'estate 1975 con il brano Popsy e al Festivalbar 1976 con Piccolo cielo.

Johnny Sax (al centro) con Augusto Martelli e Pino Presti in studio durante una registrazione per la cantante Mina.

Nel 1978 passa alla Ariston per la quale pubblica il disco 7 - Soft Sound. Passa poi alla Wep, la casa discografica di Gino Paoli, che pubblica due suoi Long playing in cui sono contenute anche molte cover strumentali dei più grandi successi del cantautore. Il suo ultimo lavoro è un CD del 2004, dal titolo Controtempo.
Parallelamente alla discografia più commerciale, nel 1974 pubblica, come Gianni Bedori, l'album Dedicated To Picasso, e nel 1977 la suite The Man, due lavori accolti con grande favore dalla critica, che li definirà "Pietre miliari del nuovo jazz italiano".
Sarà il grande pianista Bill Evans a porre il sigillo al lavoro del sassofonista, con l'incisione del brano Jesus' Last Ballad (da The Man), incluso nel suo album Affinity (Bill Evans featuring Toots Thielemans, 1979). Da ricordare anche le collaborazioni di Bedori con Enrico Intra, Julius Farmer, George Aghedo, Angel Pocho Gatti, Sonny Taylor, Jean Luc Ponty, Riccardo Dalli Cardillo, Don Cherry, Paul Rutherford, Mario Rusca, Bruno Tommaso, Marco Ratti, Peppe Taglieri, Steve Lacy, Celeste Johnson, Marco Vaggi. Tra i tanti dischi registrati come session man, va citata la sua partecipazione come flautista all'album Libertango di Astor Piazzolla.
Dopo una lunga malattia, muore nella sua casa di Fizzonasco di Pieve Emanuele il 21 gennaio 2005, all'età di 74 anni.

## Discografia

### Album
- 1969 - Incontro con Bob Mitchell (Sun, SU. Ld. A. 13001)
- 1971 - Sortilege (Sun, SUld. M. 13004)
- 1973 - International hits collection - Vol. n. 1 (PDU, Pld A 5055)
- 1973 - International hits collection - Vol. nr. 2 (PDU, Pld. M. 5066)
- 1973 - Hit parade - Volume 1° (Produttori Associati, PAS/LP 3005)
- 1973 - Successi sempreverdi - Volume 2° (Produttori Associati, LP 52)
- 1973 - Liscio parade - Volume 3° (Produttori Associati, PAS/LP 3007)
- 1974 - Johnny Sax - Vol/IV (Produttori Associati, PAF/LP 3009)
- 1974 - Dedicated to Picasso - A solo Album (PDU, Pld.A 5074) - Come Gianni Bedori
- 1975 - Johnny Sax - Vol/V (Produttori Associati, PAF/LP 3014)
- 1976 - Non stop 1 (Produttori Associati, LP 1715)
- 1976 - Sax in motion (Produttori Associati, 6.22627)
- 1977 - The Man (Atlantic Records, T 50402) - come Gianni Bedori
- 1978 - 7 - Soft Sound (Ariston Records, ARM/42001)
- 1980 - beegeeSMANIA (Ariston Music, AR/LP/12378
- 1982 - Senza... Paoli (Wep, ZNLW 33197)
- 1983 - Lo strumento della voce umana (Wep, ZNLW 33343)
- 1984 - Switch featuring Johnny Sax (On The Rocks, PP 1282)

### CD
- 1987 - Le canzoni d'amore di Gino Paoli (Replay music, RMCD 4121)
- 2004 - Controtempo

### Compilation
- 1973 - Liscio parade (Produttori Associati, ORK 78060)
- 1974 - Super-Pop (PDU, Pld. M 6015)
- 1996 - Indimenticabili melodie (RTI Music, RTI 0218-4)
- 2002 - I grandi successi originali (Ricordi, 74321821454 e 74321821452 (2))

### Singoli
- 1966 - Le petit tramway de San Francisco/Apprends la cuisine (CBS, 1.992)
- 1969 - Eleonore/Hi-Heel Sneakers (Sun, SU.A. 10076)
- 1969 - A praça/Sensazione 24 (Sun, SU.A. 3011)
- 1971 - Donna sola (Processione)/Alone Again (Naturally) (PDU, P.A. 1080)
- 1971 - The morning after/Ultimo tango a Parigi (PDU, P.A. 1088)
- 1974 - Snoopy/Senza lei (Produttori Associati, PA/NP/3230)
- 1975 - Popsy/Anonimus (Produttori Associati, PA/NP/3240)
- 1975 - Nuovo mondo/Theme for a Sweetheart lady (Produttori Associati, PA/NP/3247)
- 1976 - Emmanuelle 2 (L'antivergine)/Tara tara (Produttori Associati, PA/NP/3263)
- 1976 - Piccolo cielo/Nuovo mondo (Produttori Associati, PA/NP/3255)
- 1980 - El coyote/Bamboluè (Ariston Music, AR/00894)
- 1984 - La ragazza dell'addio/Estate magica (Wep, ZBW7348)